# Шипилов, Пётр Васильевич
Пётр Васильевич Шипилов (около 1794 — 23 апреля (5 мая) 1834) — офицер Русской императорской армии, подполковник Корпуса инженеров путей сообщения, известный как руководитель строительства шоссе Симферополь — Алушта — Ялта, владелец усадьбы Лимена на Южном берегу Крыма.

## Биография
Пётр Шипилов происходил из древнего рода дворян Шипиловых Макарьевского уезда Нижегородской губернии, история которого прослежена до 1677 года. Точная дата рождения неизвестна, существуют версии: 1794 год, середина 1780-х годов и «около 1790». Произошло это в родовом имении в сельце Шипилово, где до сих пор стоит каменная кладбищенская церковь Вознесения Господня, построенная в 1845 году его отцом, крупным землевладельцем Василием Петровичем Шипиловым, который в ней и похоронен. Там же на кладбище покоится и младший брат Петра Васильевича, также инженер-подполковник, Николай Васильевич Шипилов. В краеведческой литературе распространена версия, что поручик Шипилов, в составе Симбирского пехотного полка, участвовал в войне 1812 года, принимал участие в Шевардинском бою, но в приводимых там источниках фигурирует «поручик Шипилин» и, судя по имеющимся документам к Петру Шипилову это никак не относится. Также не выдерживает критики утверждение, что Пётр Шипилов в 1821 году переезжает в Крым.
Из сборника «Приказы, отданные по Корпусу инженеров путей сообщения…» известен послужной список Петра Шипилова за 1815—1822 год
- 1 июня 1815 года Пётр Шипилов определён в Корпус инженеров «инженером 5 класса» с чином поручика из подпоручиков, воспитанников Института путей сообщения. Шипилов «командировался к съёмке, нивелированию и продолжению работ Санкт-Петербургского обводного канала».
- Высочайшим повелением 19 ноября 1815 года, «для содержания государственных дорог и для работ построения новых прочных шоссе на разных трактах», были созданы 2 рабочие бригады (по 1000 человек нижних чинов). Шипилов был назначен инженером 3 класса в управление II отделения и II бригады, одновременно будучи приписан к временному отделению для проведения ремонтных работ по всем большим дорогам.
- 8 мая 1818 года поручик Шипилов был зачислен в резерв на вакансию должности инженера 2 класса, с оставлением «на настоящем месте и занятии».
- 18 апреля 1819 года произведён в капитаны, 20 мая того же года переведён в резерв при обводном канале.
- Приказом от 19 июня 1821 года инженер-капитан Шипилов был переведён из резерва в I округ по водяным сообщениям «с оставлением при прежних занятиях по обводному каналу Санкт-Петербурга».
- 17 апреля 1822 года переведён из I округа в III округ.
- 3 июля 1823 года «произведён в майоры»[6]. В «Месяцослове с росписью чиновных особ или общий штат Российской империи на лето от Рождества Христова 1829», в списке военных Херсонской губернии числится «Путей сообщения инженер подполковник Пётр Васильевич Шипилов, ордена св. Анны 3 степени кавалер»[7].

### Шоссе Симферополь — Ялта

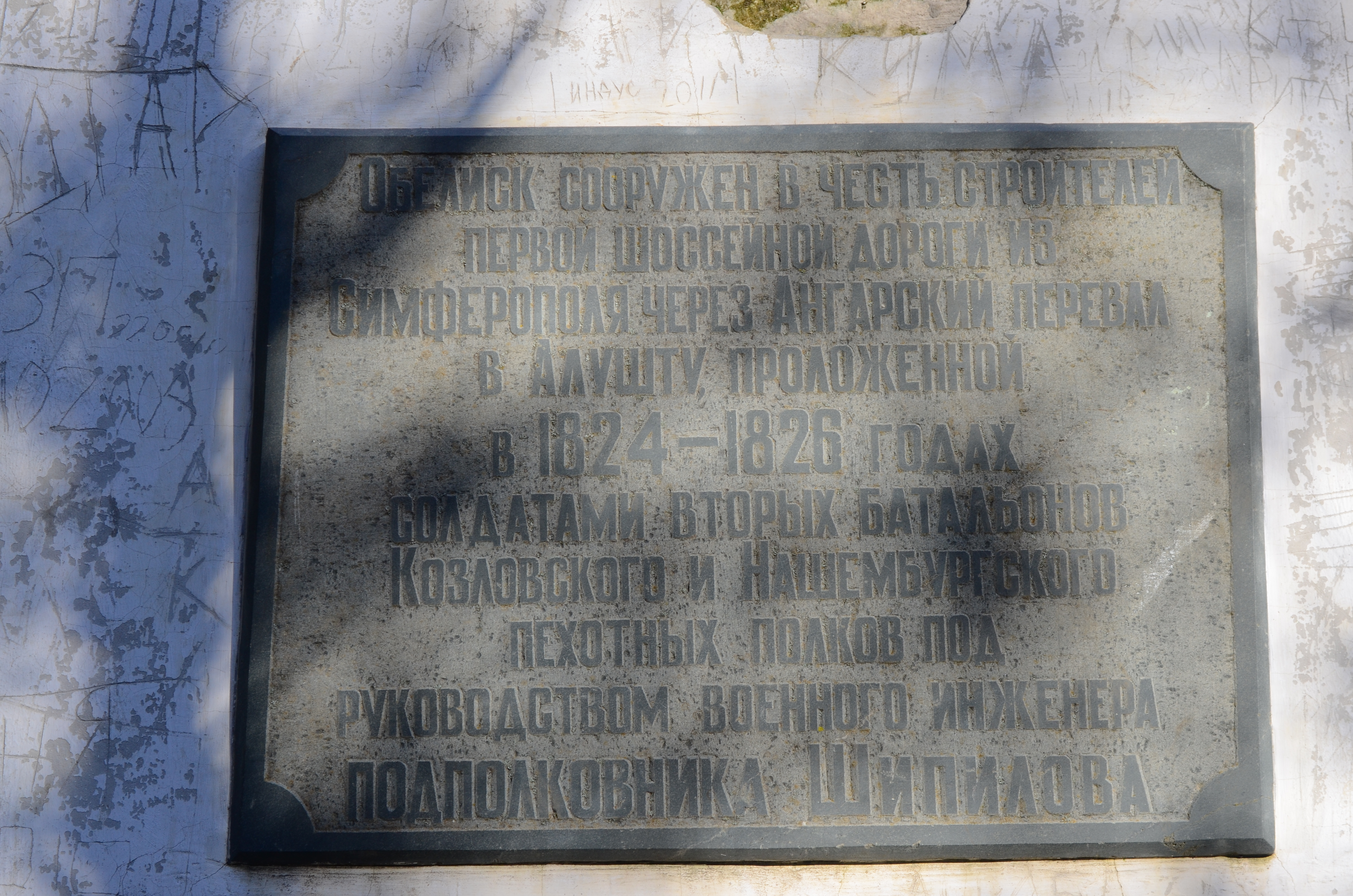
Надпись на обелиске строителям дороги Симферополь-Алушта на Ангарском Перевале.

Известно, что 17 мая 1824 года, Пётр Шипилов, по инициативе Новороссийского генерал-губернатора, Михаила Семёновича Воронцова, назначается «к устройству дорог в Крыму с надлежащим ему для сего предмета наставлениями» и, силами вторых батальонов Козловского и Нашенбургского пехотных полков к 1826 году шоссе до Алушты было построено (дорогу в Ялту закончили в 1837 году, но Шипилов до этого не дожил). По его же проекту на Ангарском перевале установлен обелиск строителям дороги, руководил Пётр Васильевич и постройкой Кутузовского фонтана, отправив рапорт об окончании постройки 3 мая 1833 года. После смерти Шипилова была представлена опись по незаконченным делам

- Мол в Ялте.
- Верстовые знаки, фонтаны, караульни и столбы на Алуштинской дороге. Мост и водопровод в Симферополе.
- План дороги от Байдар на Бакчисарай с назначением станций.
- На фонтан в Симферополе близ пивовареннаго завода было отпущено 5.000 рублей, за Шипиловым остался по документам долг в 831 рубль 14 копеек.
- Проектирование дороги от Алушты к Судаку — работы продолжаются.
- Надписи на фонтанах по Южнобережской дороге.
- Проведение поперечных дорог в урочище Магарач
- Верстовыя столбы для Южнобережской дороги.
- Проведение в Алуште частных дорог.
- За проектирование дороги от обелиска на Чатыр-Даге прямо к Биюк Ламбату ещё не взялся

С 1831 года по 1833 год Петром Шипиловым, по поручению городской управы Симферополя был спроектирован и построен Петровский фонтан для водоснабжения города, в результате чего дебит источника увеличился с 5040 вёдер воды в сутки, до более чем 14000 вёдер

### Усадьба Лимена
Известно, что в 1824 году Пётр Васильевич Шипилов уже владел в Лименах, в урочище Ускульи-Эрлер — «Льняные земли», имением площадью более 500 десятин, в котором за десять лет устроил «маленький домик и довольно большой виноградник» "в четвертях версты от дороги« проложил серпантин дороги к будущему Севастопольскому шоссе. От непосильных трудов» Пётр Васильевич Шипилов скоропостижно скончался 23 апреля (5 мая) 1834 года в Гурзуфе, оставив молодую вдову Варвару Петровну (урожденную Брозину) и двух малолетних дочерей — Анну и Екатерину. Место захоронения не установлено.